# Jaume Ministral Masià
Jaume Ministral Masià (Gerona, 1914 - Barcelona, 1982) fue un pedagogo y escritor español en lengua catalana y castellana. 
En los años cincuenta fue director del Grupo Escolar Baixeras de Barcelona. Colaboró en la elaboración de la conocida enciclopedia A través del ancho mundo. Fue guionista de radio y, posteriormente, de televisión. Contribuyó al desarrollo del teatro en catalán de los años sesenta. Escribió una comedia, El gandul (1969), concebida para el actor Joan Capri, que cosechó grandes éxitos entre los asíduos al Teatro Romea y a los teatros del Paralelo barcelonés. 
Ministral mantuvo una profunda relación con Capri, que fue protagonista de la serie de televisión Doctor Caparrós, medicina general (1979), por la que ganó el premio Ondas. Esta relación se mantuvo en la segunda parte de dicha serie, que se emitió en 1982 con el título Doctor Caparrós, metge de poble. Ministral alcanzó también celebridad por sus obras Proceso a la vida, Demà és festa y Aquí l´inspector Cristòfol..., canvio!. Publicó también novelas: Ciutat petita i delicada, 1975; Nosaltres, els mestres, 1980; Confessem-nos, 1980 y Tramuntana boja, 1981. Firmó algunos libros con el pseudónimo J. Lartsinim.
Murió en Barcelona, a los 68 años.